# عملية إطلاق النار في البحر الميت 2024
عملية اطلاق النار في البحر الميت أو عملية البحر الميت أو إطلاق النار في نيوت هاكيكار 2024 أكتوبر 2024، شهدت منطقة البحر الميت عملية إطلاق نار مثيرة للجدل، حيث قام عدد من المسلحين بالتسلل من الأردن إلى الأراضي الإسرائيلية، مما أسفر عن اشتباكات مع القوات الإسرائيلية. وفقًا للجيش الإسرائيلي، تمكنت القوات من التصدي لإطلاق النار، وأعلنت أن اثنين من المهاجمين قد قتلوا بينما فر الثالث عائدًا إلى الأردن

## خلفية التاريخية
كانت العلاقات بين إسرائيل والأردن اللذان وقعا معاهدة سلام عام 1994 ، متوترة منذ بدء الحرب بين إسرائيل وحماس في أكتوبر 2023، حيث استدعت الأردن سفيرها لدى إسرائيل. ومع ذلك، ظل التعاون الأمني وثيقًا في بعض النواحي؛ ففي أبريل 2024، ساعدت الأردن إسرائيل في إسقاط الصواريخ الإيرانية التي أطلقت على إسرائيل
ظلت الحدود الإسرائيلية الأردنية هادئة إلى حد كبير منذ معاهدة السلام ولم تشهد سوى حوادث محدودة مثل الحادث الذي وقع في 8 سبتمبر 2024، قبل شهر من هجوم نيوت هاكيكار، عندما نفذ سائق شاحنة أردني هجومًا بإطلاق النار على جسر الملك حسين ،وهو معبر حدودي بين الأردن والضفة الغربية المحتلة من قبل إسرائيل ، مما أسفر عن مقتل ثلاثة مدنيين إسرائيليين يعملون في المعبر. قُتل الجاني برصاص قوات الأمن الإسرائيلية. حددت الأردن المهاجم على أنه أحد مواطنيها، ويُدعى ماهر الجازي، بينما أدانت الهجمات ضد المدنيين ودعت إلى وقف التصعيد وفي شوارع الأردن، تجمع بعض المواطنين للاحتفال بالهجوم، وسط غضب واسع النطاق بشأن الحرب
في 16 أكتوبر 2024، قُتل يحيى السنوار ، أحد قادة حماس ، في تبادل لإطلاق النار مع الجيش الإسرائيلي في رفح ، جنوب قطاع غزة كان السنوار، الذي كان أحد أكثر الرجال المطلوبين لدى إسرائيل بعد الهجوم الذي قادته حماس على إسرائيل عام 2023 ، في مبنى مع اثنين آخرين. وُصفت العملية العسكرية بأنها عشوائية ولم يتم التخطيط لها مسبقًا. أُعلن عن القتل في 17 أكتوبر

## الهجوم
في يوم الجمعة 18 أكتوبر 2024، شهدت منطقة البحر الميت عملية إطلاق نار أسفرت عن إصابة جنديين إسرائيليين. وفقا للجيش الإسرائيلي، قام مسلحان بالتسلل من الأردن إلى إسرائيل وفتحا النار على الجنود، مما أدى إلى تبادل إطلاق النار بين الطرفين. وفيما بعد، أفادت المصادر بأن المهاجمين تم تحييدهم من قبل القوات الإسرائيلية، حيث تم قتلهم في الموقع من جانبها، أكدت حركة حماس أن هذه العملية تمثل امتدادًا لعمليات المقاومة ودعت إلى مواصلة التصدي للاحتلال. وأعربت الحركة عن تضامنها مع الفلسطينيين في غزة، الذين يواجهون ظروفًا صعبة بسبب الحصار والاعتداءات

## انظر ايضا
- مقتل يحيى السنوار
- عملية إطلاق النار في معبر الكرامة 2024